# Kolvflugor
Kolvflugor (Scathophagidae) är en familj av tvåvingar. Kolvflugor ingår i ordningen tvåvingar, klassen egentliga insekter, fylumet leddjur och riket djur. Enligt Catalogue of Life omfattar familjen Scathophagidae 404 arter. 

## Bildgalleri

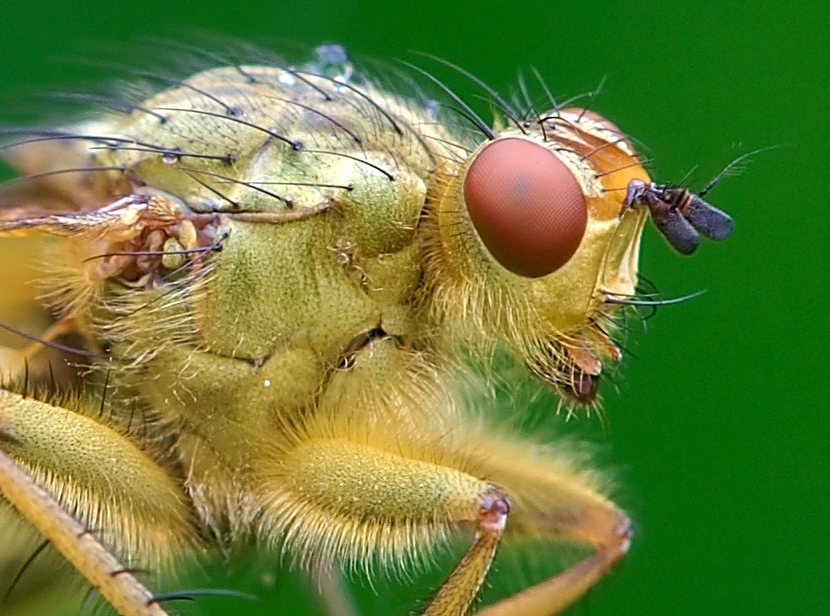
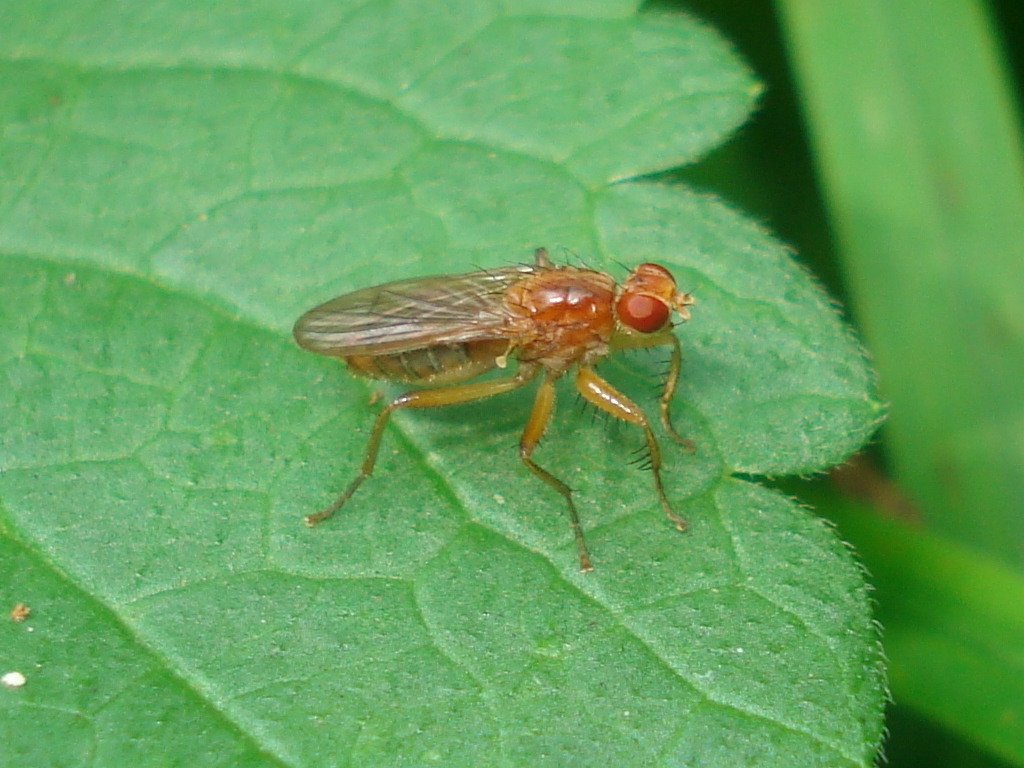
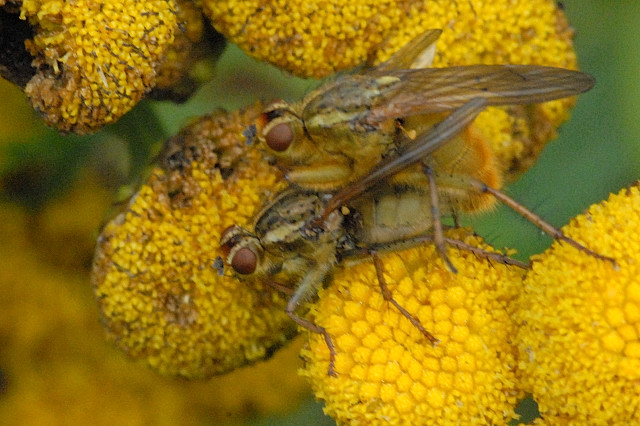
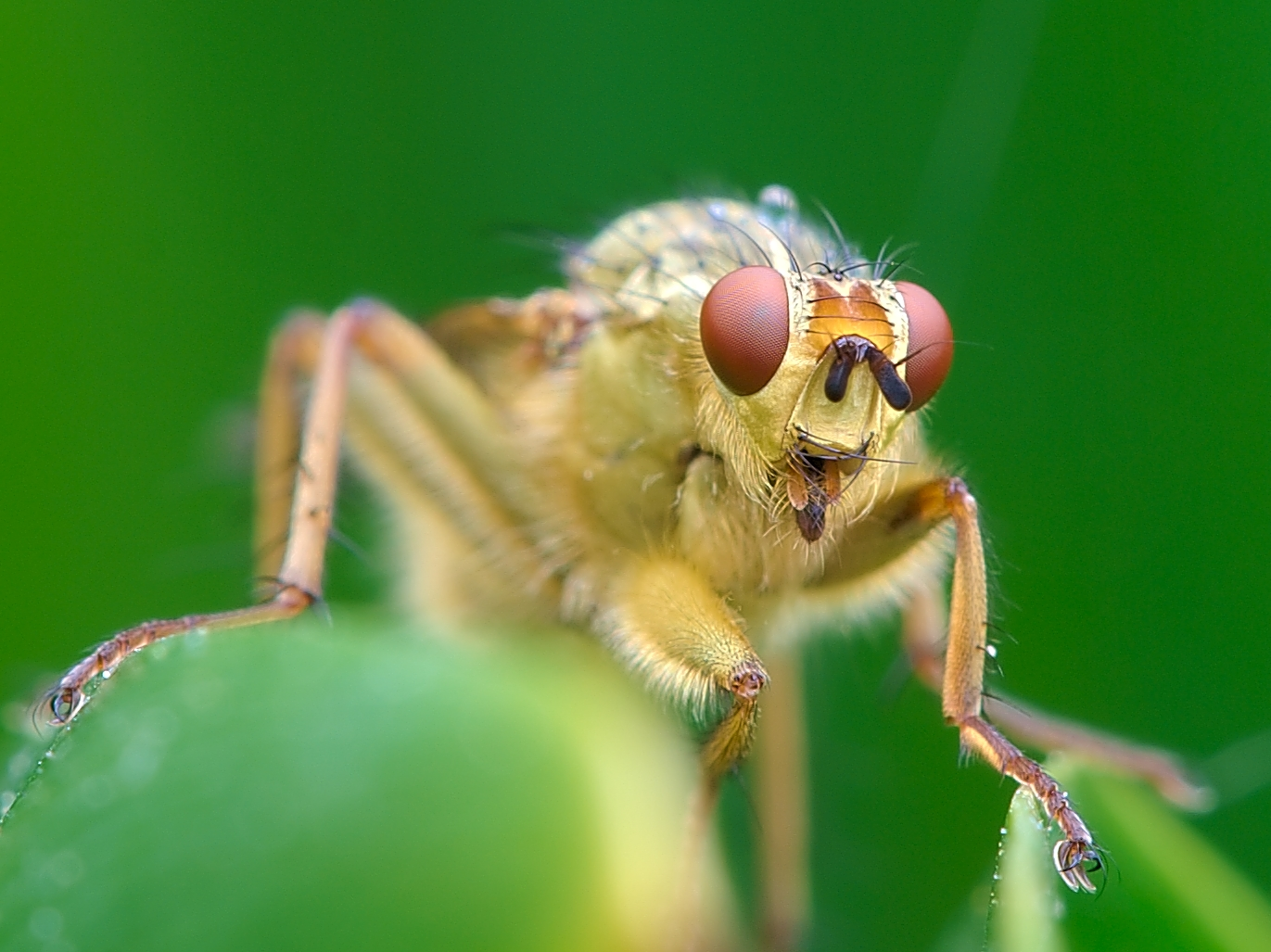

## Dottertaxa till kolvflugor, i alfabetisk ordning[1][2]
- Acanthocnema
- Acerocnema
- Aceronema
- Allomyella
- Amaurosoma
- Americina
- Anthomyia
- Anthomyza
- Bostrichopyga
- Bucephalina
- Cerastinostoma
- Ceratinostoma
- Chaetosa
- Cleigastra
- Cochliarium
- Conisternum
- Cordilura
- Cordylurella
- Cosmetopus
- Delina
- Ernoneura
- Eupteromyia
- Gimnomera
- Gonarcticus
- Gonatherus
- Gymnomera
- Hexamitocera
- Huckettia
- Hydromyza
- Jezekia
- Langechristia
- Leptopa
- Megaphthalma
- Megaphthalmoides
- Microprosopa
- Micropselapha
- Miroslava
- Mixocordylura
- Musca
- Nanna
- Neochirosia
- Neorthacheta
- Norellia
- Norellisoma
- Okeniella
- Orchidophaga
- Orthacheta
- Paracosmetopus
- Parallelomma
- Phrosia
- Plethochaeta
- Pleurochaetella
- Pogonota
- Sargella
- Scathophaga
- Scatogera
- Spathephilus
- Spaziphora
- Staegeria
- Suwaia
- Trichopalpus